# Seznam programerjev
Seznam programerjev, ki so prispevali k razvoju programske opreme kot izvirni tvorci ali ustvarjalci ali pa kot začetniki poznejšega razvoja.

## A
- Clifford Adams - tvorec UseModWiki wiki programska oprema
- Leonard Adleman - RSA
- Alfred Aho - AWK
- Eric Allman - sendmail, syslog
- Marc Andreessen - Mosaic, Netscape
- Scott Adams - eden zgodnjih razvijalcev v Dosu
- Paul Allen - Altair BASIC, Applesoft II BASIC, soustanovitelj Microsofta
- Bill Atkinson - QuickDraw, HyperCard, MacPaint

## B
- Bert Bos - Argo, CSS
- Vladimir Batagelj - Pajek (program)
- Donald Becker - Linux Ethernet gonilniki, zbiranje Beowulf
- Tim Berners-Lee - iznajditelj svetovnega spleta
- Brian Behlendorf - Apache
- Daniel Julius Bernstein - djbdns, qmail
- Dan Bricklin - soustvarjalec VisiCalc, prvega osebnega programa za delo s preglednicami (spreadsheet)
- Sergey Brin - Google
- Richard Brodie - Microsoft Word

## C
- Alan Cooper - Visual Basic
- Bram Cohen - protokol BitTorent
- Steve Capps - soustvarjalec Macintosha in Newtona
- John Carmack - prvoosebna strelska igra Doom, Quake
- Steve Chamberlain - BFD, Cygwin
- Brian Collins - razvijalec Feejta
- Patrick Collison - tvorec Isaaca
- Alan Cox - razvijalec jedra Linuxa
- Brad Cox - Objective-C
- Mark Crowe - član Andromedinih fantov, Space Quest, grafična pustolovska igra v vesoljskem prostoru
- Ward Cunningham - iznajditelj pojma WikiWiki
- Dave Cutler - graditelj Windows NT, VMS

## D
- Chris Demetriou - NetBSD
- L. Peter Deutsch - Ghostscript
- Edsger Wybe Dijkstra - ALGOL, Shortest Path First, 'GOTO considered harmful'

## E
- Matthias Ettrich - KDE
- Brendan Eich - JavaScript
- Larry Ellison - Oracle
- Marc Ewing - avtor Red Hat Linuxa

## F
- Shawn Fanning - Napster
- Jay Fenlason - izvirni hack, GAS

## G
- Andi Gutmans - so-tvorec PHP-ja
- Bill Gates - Altair BASIC, Apple II BASIC, ustanovitelj Microsofta
- Árpád Gereöffy - MPlayer
- Jim Gettys - izvirni sotrvorec X Window System
- John Gilmore - GDB
- Adam Glass - NetBSD
- James Gosling - Java, Gosling Emacs, NeWS
- Paul Graham - Yahoo! Store, On Lisp, ANSI Common Lisp
- Igor Grešovnik - Inverse, IOptLib
- Rod Grimes - FreeBSD
- Ralph Griswold - sotvorec SNOBOLa in tvorec Icona.

## H
- Andres Hejlsberg - Turbo Pascal, Borland Delphi, C#
- D. Richard Hipp - tvorec SQLite-a
- Dave Hyatt - so-tvorec Mozilla Firefox
- Jim Hall - začel FreeDOS
- Charles Hannum - NetBSD
- Cecil Hastings - napisal klasično knjigo Aproksimacije za digitalne računalnike (Approximations for Digital Computers) - enačbe za sin cos itd iz 1950.
- Andy Hertzfeld - sotvorec Macintosha, soustanovitelj General Magic
- Tony Hoare - prva uporaba algoritma hitrega urejanja (quicksort), prevajalnik Algol 60
- Grace Hopper - računalnik Navy Mark I,  FLOW-MATIC (ki je zelo vplival na COBOL)
- Jordan Hubbard - FreeBSD

## I
- Miguel de Icaza - GNOME vodja projekta, Mono
- Geir Ivarsøy - so-tvorec Opere
- Toru Iwatani - avtor Pac-Man-a

## J
- Bo Jangeborg - igre za ZX Spectrum
- Steven C. Johnson - yacc
- Lynne Jolitz - 386BSD
- William Jolitz - 386BSD
- Bill Joy - BSD, vi; ustanovitelj Sun Microsystems

## K
- Mitch Kapor - Lotus 1-2-3, ustanovitelj Lotus Development Corporation
- Stan Kelly-Bootle - Manchester Mark I, (The Devil's DP Dictionary)
- Brian Wilson Kernighan - AWK (sotvorec)
- Donald Ervin Knuth - TeX, CWeb, Umetnost računalniškega programiranja (The Art of Computer Programming)

## L
- Michael Lesk - Lex
- Rasmus Lerdorf - izvirni avtor PHP-ja
- Greg Lehey - razvijalec FreeBSD-ja in NetBSD-ja
- Augusta Ada King Lovelace - prva programerka (Babbagovih strojev)
- Al Lowe - Leisure Suit Larry

## M
- Marko Maček - IceWM
- Josh Mandel - član Andromedinih fantov, Space Quest 6, grafična pustolovska igra v vesoljskem prostoru
- Yukihiro Matsumoto - Ruby
- John McCarthy - Lisp
- Douglas McIlroy - Unixova orodja
- Marshall Kirk McKusick - BSD
- Bertrand Meyer - Eiffel, Objektna usmerjena izgradnja programja (Object-oriented Software Construction), DBC
- Jeff Minter - psihedelične in velikokrat lamovsko usmerjene video igre
- Dave Moon - MacLisp, ZetaLisp
- Chuck Moore - Forth
- Urban Müller - jezik Brainfuck
- Ian Murdock - Debian
- Scott Murphy - član Andromedinih fantov, Space Quest, grafična pustolovska igra v vesoljskem prostoru

## N
- Harry Lewis Nelson (ZDA, 1932 – ) - odkritje 27. Mersennovega praštevila
- Kristen Nygaard - SIMULA

## O
- John Ousterhout - Tcl/Tk

## P
- Larry Page - Google
- Aleksej Pažitnov - iznajditelj igre Tetris na Electronica 60
- Marko Petkovšek - Različni paketi v Mathematici
- Charles Petzold - pisec mnogih programerskih knjig za Microsoft Windows

## R
- Theo de Raadt - NetBSD, OpenBSD
- Eric Steven Raymond - fetchmail, Katedrala in bazar (The Cathedral and the Bazaar)
- Dejan Ristanović - pionir programiranja programabilnih računalnikov v nekdanji SFRJ
- Dennis MacAlistair Ritchie - C, Unix
- Guido van Rossum - Python

## S
- Bill Schelter - GNU Maxima, GNU Common Lisp
- Herbert Schildt - Little C
- Jörg Schilling – OpenSolaris, SchilliX
- Cliff Shaw - IPL, prvi jezik umetne inteligence
- Charles Simonyi - madžarski zapis, Microsoft Word
- Gáspár Sinai - Yudit
- Henry Spencer - C-News,Regex
- Richard Matthew Stallman - Emacs, GCC, GNU
- Guy Steele - Common Lisp, Scheme
- Bjarne Stroustrup - C++
- Gerald Jay Sussman - Scheme
- Tim Sweeney - pogon Unreala, UnrealScript, ZZT
- Sašo Frančeškin - Straško - Adacta

## T
- Andrew Tanenbaum - Minix
- Avie Tevanian - tvorec Machovega jedra
- Kenneth Thompson - Unix, B (predhodnik C-ja)
- Michael Tiemann - GCC
- Andraž Tori - Smart
- Linus Benedict Torvalds - izvirni tvorec Linuxovega jedra
- Andrew Tridgell - Samba, Rsync

## V
- Wietse Venema - Postfix, SATAN, TCP Wrapper
- Paul Vixie - BIND

## W
- Larry Wall - warp, rn, patch, Perl
- Richard Wallace - iznajditelj AIML
- David Wheeler - iznajditelj podprograma
- Ken in Roberta Williams, ustanovitelja družbe Sierra, King's Quest grafična pustolovska igra
- Nate Williams - FreeBSD
- Niklaus E. Wirth - pascal
- Stephen Wolfram - Mathematica
- Don Woods - INTERCAL, Colossal Cave Adventure
- Steve Wozniak - Breakout, Apple Integer BASIC, ustanovitelj Apple Computer (s Stevom Jobsom)

## Z
- Egon Zakrajšek - začetnik računalništva v Sloveniji, priročniki za Z-23, zbirnik, algol, algol68, structran
- Jamie Zawinski - Lucid Emacs, Netscape, Mozilla, XScreensaver